# Slalom
| Slalom på ski og i kajak |  | Slalom på ski og i kajak |
| Slalom på ski og i kajak |  |                          |

Slalom er en disciplin i forskellige sportsgrene, f.eks. slalomski, kano, kajak og windsurfing, hvor deltagerne skal gennemføre en bestemt rute på kortest mulig tid. Ruten er markeret med såkaldte porte, bestående af to markeringer med flag eller bøjer, som deltageren skal passere igennem. Passeres en port ikke, bliver deltageren ofte idømt en tidsstraf eller diskvalificeret.
| Sport | Spire Denne artikel om sport er en spire som bør udbygges. Du er velkommen til at hjælpe Wikipedia ved at udvide den. |